# Cala del Leone
Pour les articles homonymes, voir Leone.
Cala del Leone est une crique sur le front de mer de Livourne, en Toscane, située entre Calignaia et le promontoire Torre del Romito, où se dresse l'imposant château qui appartenait à Sidney Sonnino et à ses héritiers. Le paysage et la nature suggestive font que de nombreux visiteurs s'y aventurent, surtout en été. 
Le nom dérive de Leone De Renzis Sonnino, neveu de Sidney Sonnino, qui en 1922 avait hérité de ses actifs à condition de prendre un double nom de famille.